# 김성일 (쇼트트랙 선수)
김성일(金成一, 1990년 12월 19일~)는 대한민국의 쇼트트랙 선수이다. 대구의 경신고등학교를 졸업하고 단국대학교 사범대학 체육교육과에 재학 중이다.

## 활동
한국은 2010년 밴쿠버 대회에서 금메달 2개와 은메달 3개를 차지하며 쇼트트랙 강국의 위상을 지켰다. 여자 대표팀이 '노골드'의 아픔을 겪을 때 체면을 세운 것은 남자대표팀이었다.
김성일은 2010년 밴쿠버 5000m 계주에서 은메달이라는 성적을 거두며 이정수·이호석·성시백·곽윤기로 구성된 밴쿠버 멤버는 역대 최강급의 멤버로 각각의 세부 종목에서 메달을 손에 넣으며 고른 실력을 자랑했다.

## 주요참가대회 및 성적
- 2011년 제25회 에르주룸 동계 유니버시아드 5000m 계주 4위
- 2011년 제25회 에르주룸 동계 유니버시아드 1000m 동메달
- 2011년 제25회 에르주룸 동계 유니버시아드 500m 6위
- 2011년 제25회 에르주룸 동계 유니버시아드 1500m 동메달
- 2010 ISU 세계 쇼트트랙스피드스케이팅 선수권대회 남자 5000m 계주 금메달
- 2010년 제21회 밴쿠버 동계올림픽 쇼트트랙 남자 5000m 계주 은메달
- 2009년 쇼트트랙 월드컵 3차대회 남자 5000m 계주 1위
- 2009년 쇼트트랙 월드컵 1차대회 남자 5000m 계주 1위
- 2009년 쇼트트랙 월드컵 1차대회 남자 1000m 3위
- 제24회 전국남녀 종합 쇼트트랙 선수권대회 겸 2009/2010 대표선수 선발전 남자 1500M 3등
- 제24회 전국남녀 종합 쇼트트랙 선수권대회 겸 2009/2010 대표선수 선발전 3000M(S.F) 2등
- 제24회 전국남녀 종합 쇼트트랙 선수권대회 겸 2009/2010 대표선수 선발전 종합 3등
- 2009 동계 유니버시아드 대회 남자 500m 8등
- 2009 동계 유니버시아드 대회 1000m 6등
- 2009 동계 유니버시아드 대회 1500m 2등
- 2009 동계 유니버시아드 대회 5000m 계주 3등
- 2009 동계 유니버시아드 대회 3000m 2등
- 제24회 회장배 전국남녀 쇼트트랙스피드스케이팅 대회 남고부 1500m 1등
- 제24회 회장배 전국남녀 쇼트트랙스피드스케이팅 대회 3000m 1등
- 제3회 성남시장배 전국남녀 중,고등학교 쇼트트랙대회 남고부 3000m 1등
- 제89회 전국동계체육대회 1500m 1등
- 제89회 전국동계체육대회 3000m 2등
- 제23회 회장배 전국남녀 쇼트트랙스피드스케이팅대회 남고부 3000m 3등
- 2007 아시아 쇼트트랙 선수권대회 남자 1500m 1등
- 2007 아시아 쇼트트랙 선수권대회 500m 6등
- 2007 아시아 쇼트트랙 선수권대회 3000m 1등
- 2007 아시아 쇼트트랙 선수권대회 5000m 계주 1등
- 2007 아시아 쇼트트랙 선수권대회 1000m 5등
- 제22회 전국남녀 종합 쇼트트랙 선수권대회 남자부1500m 3등
- 제22회 전국남녀 종합 쇼트트랙 선수권대회 3000m (S.F) 3등
- 제21회 전국남녀 학생종별종합 쇼트트랙 선수권대회 남고부 3000m 3등
- 제88회 전국동계체육대회 1500m 1등
- 제88회 전국동계체육대회 1500m 2등
- 제88회 전국동계체육대회 3000m 3등
- 제88회 전국동계체육대회 3000m 릴레이 3등
- 제88회 전국동계체육대회 1500m 2등
- 제88회 전국동계체육대회 3000m 3등
- 제1회 성남시장배 전국남녀 중,고등학교 쇼트트랙대회 남고부 3000m 2등
- 제87회 전국동계체육대회 1500m 1등
- 제87회 전국동계체육대회 3000m 2등
- 제87회 전국동계체육대회 3000m 1등
- 제87회 전국동계체육대회 3000m 1등
- 제87회 전국동계체육대회 1500m 2등
- 제87회 전국동계체육대회 1500m 1등
- 제87회 전국동계체육대회 1500m 2등
- 제18회 전국남녀 학생종별종합 쇼트트랙 스피드 스케이팅 선수권대회 남중부 3000m 2위
- 제85회 전국동계체육대회 남중부 3000m 5위
- 제19회 회장배 전국남녀쇼트트랙스피드스케이팅대회 남중부 3000m 2위
- 제84회 전국동계체육대회 남초등부 1500m 2위
- 제84회 전국동계체육대회 남초부 2000m 3위
- 제5회 전국남녀 꿈나무 쇼트트랙대회 남초5,6학년 1500m 3위
- 제5회 전국남녀 꿈나무 쇼트트랙대회 남초5,6학년 1500m 2위
- 제5회 전국남녀 꿈나무 쇼트트랙대회 남초5,6학년 종합 2위
- 제5회 전국남녀 꿈나무 쇼트트랙대회 남초5,6학년 500m 1위
- 제18회 회장배 전국남녀 쇼트트랙 스피드 스케이팅 대회 남초2000m 2위
- 제18회 회장배 전국남녀 쇼트트랙 스피드 스케이팅 대회 남초부2000m계주 1위
- 제19회 전국남녀 쇼트트랙 스피드 스케이팅대회 남초부1500m 2위
- 제16회 전국남녀 학생종별종합 쇼트트랙 스피드스케이팅 선수권대회 남초부500m 1위
- 제83회 전국체육대회 동계대회 남초부 2000m 1위
- 제17회 회장배 전국남녀 쇼트트랙 스피드 스케이팅 대회 남자초등부 1500m 3위
- 제17회 회장배 전국남녀 쇼트트랙 스피드 스케이팅 대회 남자초등부 1000m 2위
- 제18회 전국남녀 쇼트트랙 스피드스케이팅 대회 남자초등부 2000m 1위
- 제15회 전국남녀학생종별종합 쇼트트랙 스피드스케이팅 선수권대회 남초 1500m 2위
- 제3회 전국남녀 꿈나무 쇼트트랙스피드스케이팅선수권대회 남 3,4학년 1000m 1위
- 제3회 전국남녀 꿈나무 쇼트트랙스피드스케이팅선수권대회 남 3,4학년 1500m 2위
- 제3회 전국남녀 꿈나무 쇼트트랙스피드스케이팅선수권대회 남 3,4학년 종합 2위

## 경력
- 2011년 제25회 에르주룸 동계 유니버시아드 쇼트트랙 국가대표
- 2010년 제21회 밴쿠버 동계올림픽 쇼트트랙 국가대표
- 2009년 제24회 하얼빈 동계 유니버시아드 쇼트트랙 국가대표
- 2007년 아시아 선수권대회 쇼트트랙 국가대표